# René Ledent
René Gérard Julien Ledent (8 novembre 1907 – ...) è stato un calciatore belga, di ruolo attaccante.